# Alan Harper
Alan Harper (* 1. November 1960 in Liverpool) ist ein ehemaliger englischer Fußballspieler. Der auf verschiedenen Positionen in Abwehr und Mittelfeld einsetzbare Allround-Spieler galt als guter Aufbauspieler und wurde aufgrund seiner Fähigkeit, ein Spiel überdurchschnittlich „lesen“ zu können, geschätzt. Seine größten Erfolge feierte er Mitte der 1980er-Jahre mit dem FC Everton, als er 1985 und 1987 zwei englische Meisterschaften gewann.

## Sportlicher Werdegang

### FC Liverpool (1978–1983)
Noch vor seinem 15. Geburtstag schloss sich Harper im Oktober 1975 als Schüler der Jugendabteilung des heimischen FC Liverpool an. Im Juni 1977 erhielt er dort einen offiziellen Ausbildungsvertrag und wurde bereits im Jahr darauf mit dem ersten Profivertrag ausgestattet. Der gewünschte sportliche Durchbruch blieb jedoch aus und in den folgenden fünf Jahren gelang ihm nicht ein einziger Einsatz in der ersten Mannschaft. An der hochkarätigen Konkurrenz auf der Position des Innenverteidigers von Phil Thompson bis Alan Hansen, die damals zu den besten Defensivformationen in Europa zählten, kam Harper nie vorbei und so einigte man sich im Juni 1983 auf einen Vereinswechsel zum Lokalrivalen FC Everton für eine Ablösesumme von 100.000 Pfund.

### FC Everton (1983–1988)
Bei den von Howard Kendall trainierten „Toffees“ debütierte Harper am 27. August 1983 gegen Stoke City (1:0) auf der rechten Außenverteidigerposition und auch später zeigte er sich auf der linken Seite und in offensiveren Rollen im Mittelfeld als wertvolle Verstärkung. Zeit seiner Karriere war er nie ein besonders torgefährlicher Spieler, aber die raren Treffer zeichneten sich häufig dadurch aus, dass sie zu besonderen Zeitpunkten fielen. Dazu gehörte sein erstes Ligator im Merseyside Derby gegen den Ex-Klub FC Liverpool zum 1:1 am 3. März 1984. Zum Gewinn des FA Cups 1984 trug er nur unwesentlich bei; nach einer Einwechslung im Viertelfinale gegen Notts County (2:1) blieb er im Halbfinale und Endspiel jeweils unberücksichtigt. Auch in den folgenden beiden Jahren kam Harper über die Rolle des Ergänzungsspielers nicht hinaus und blieb in den beiden Pokalendspielen 1985 – FA Cup (0:1 gegen Manchester United) und Europapokal der Pokalsieger (3:1 gegen Rapid Wien) – und im Jahr darauf im FA-Cup-Finale gegen den FC Liverpool (1:3) außen vor. Dennoch reichte sein Beitrag zum Gewinn der englischen Meisterschaft 1985 mit zwölf Einsätzen (davon zehn in der Startelf) für den Erhalt einer offiziellen Medaille aus. Dazu hatte er seiner Mannschaft im Halbfinalhinspiel des europäischen Pokalsiegerwettbewerbs beim FC Bayern München zu einem 0:0 verholfen, wodurch der Grundstein für das überraschende Weiterkommen gelegt wurde. Ein weiterer Meilenstein war sein Tor im FA-Cup-Halbfinale gegen Sheffield Wednesday (2:1 n. V.), das den Einzug ins Endspiel 1986 erst ermöglicht hatte.
Die anschließende Saison 1986/87 war die erfolgreichste Spielzeit in der Karriere von Alan Harper. Zum erneuten Gewinn der englischen Meisterschaft steuerte er gleich 36 Einsätze bei, wobei er vor allem zu Beginn auf der Rechtsverteidigerposition Gary Stevens vertrat und nach seiner Rückkehr ins Mittelfeld wechselte. Dass er damit jedoch nicht auf dem Weg zu einem Stammplatz war, zeigte sich in der folgenden Spielzeit 1987/88, als er zwar in diversen Rollen in Abwehr und Mittelfeld aushalf, aber auch zur Mitte der Runde längere Abwesenheitszeiten zu verzeichnen hatte. Im Sommer 1988 wechselte Harper dann letztlich für 250.000 Pfund zum Ligakonkurrenten Sheffield Wednesday.

### Letzte Vereinsstationen (1988–1996)
Dort blieb er jedoch auch lediglich 18 Monate und abgesehen von einer Serie von dreizehn Ligaspielen ohne Unterbrechung als Rechtsverteidiger ab März 1989 in Vertretung für den abgewanderten Mel Sterland, brachte er es auch bei den von Ron Atkinson trainierten „Owls“ nicht zum Stammspieler. Im Dezember 1990 heuerte er dann bei Manchester City an und traf dort wieder auf seinen Ex-Trainer Howard Kendall. Dieser ließ ihn vermehrt auf der bevorzugten Außenverteidigerposition spielen, verließ dann aber zwecks Rückkehr nach Everton die „Citziens“ wieder und so fand sich Harper schnell in der ungeliebten Rolle als Ergänzungsspieler wieder, wobei er in Manchester zumeist im defensiven Mittelfeld aushalf. Im August 1991 zog es auch Harper zurück nach Everton, der somit ein drittes Mal von Wilkinson verpflichtet wurde. Zwei Jahre agierte Harper für den FC Everton noch in der höchsten englischen Spielklasse und kam in der 1992 neu geschaffenen Premier League 18 Mal zum Zuge. Ablösefrei wechselte er danach im September 1993 in die zweite Liga zu Luton Town.
In Luton bestritt Harper während der Saison 1993/94 gleich 41 Ligabegegnungen, stand davon 40 Mal in der Startelf und war dabei als Innenverteidiger „gesetzt“. Nächste Station war ab August 1994 der kurz zuvor in die zweite Liga aufgestiegene FC Burnley. Dort sollte er der Mannschaft im bevorstehenden Kampf um den Klassenerhalt Erfahrung und Stabilität verleihen. Die in ihn gesteckten Erwartungen konnte er aber nur selten erfüllen; ab Februar 1995 kamen Verletzungsprobleme hinzu. Nach dem Abstieg in die dritte Liga  machte er in der ersten Mannschaft Platz für jüngere Spieler und verdingte sich zumeist im Reserveteam. Im November 1995 lieh ihn der FC Burnley an den Viertligisten Cardiff City aus und obwohl die Laufzeit später verlängert wurde, zeigte er Defizite in Bezug auf die Schnelligkeit und lief in gerade einmal fünf Ligabegegnungen auf. Nach einer Verletzung kehrte Harper an die alte Wirkungsstätte zurück, wo jedoch der im Sommer 1996 auslaufende Vertrag nicht mehr verlängert wurde.
Nach dem Ende seiner aktiven Laufbahn kehrte Harper zu Beginn der 2000er-Jahre nach Everton zurück. Dort arbeitete er bis 2005 als Jugendtrainer, bevor er sich ab November 2007 schwerpunktmäßig im Scoutingbereich engagierte. Hier war er zunächst für die Bolton Wanderers beschäftigt und wechselte im Oktober 2010 zum FC Liverpool, wo er dem damaligen Trainer Roy Hodgson zuarbeitete.

## Titel/Auszeichnungen
- Englische Meisterschaft (2): 1985, 1987
- Charity Shield (2): 1986, 1987